# Muhammad IV av Marocko
Muhammad IV av Marocko, född 1803, död 1873, var regerande sultan av Marocko mellan 1859 och 1873. 